# Pepe California
ペペ・カリフォルニア (英: Pepe California) は、日本の音楽グループ。KB、Mitcho、Toshiの3人による、東京代表多幸感ダンスバンド。

## メンバー
KB
Mitcho
Toshi

## 概要
2000年にリリースされた『Llama』 をきっかけに一挙に人気沸騰。2002年のアルバム『The Nice Nice』以降はライヴ活動を精力的に行う一方で、その後の2枚の12インチ、アルバム『Yes I do』は幅広いDJから熱烈な支持を獲得。2010年、4年の沈黙を破って『White Flag』をリリース。キリンビバレッジ「世界のキッチンから」の TVCMで楽曲が使用されるなど、クラブ、野外フェスからお茶の間までをも虜にするそのサウンドは、形容するなら「夢のような音」。